# Inermestoloides rumuara
Inermestoloides rumuara là một loài bọ cánh cứng trong họ Cerambycidae.